# Pareceres
Pareceres fue un grupo de música popular uruguaya surgido en 1976, cuya actividad se extendió hasta mediados de la década de 1980.

## Historia
El grupo surgió en 1976 y estuvo integrado originalmente por Jorge Do Prado, Carlos Rodríguez y Gabriel Do Prado. El nombre "Pareceres" surgió en el transcurso de un viaje a un Festival de Cosquín por parte de Jorge Do Prado y Carlos Rodríguez.
En 1979 aparecen en escena, con el baterista Yamandú Pérez sustituyendo a Gabriel Do Prado, quien había perdido dos dedos en un accidente laboral. A principios de 1983 Carlos Rodríguez es sustituido por Eduardo "Rulo" Nieves. Estas dos integraciones en formato trío fueron las más populares del grupo.
La última integración con la que el grupo grabó un fonograma fue la compuesta por Jorge Do Prado, Daniel Jacques, Gabriel Do Prado, Roberto Galletti, Renato Pavez y Gabriel Landini.
Jorge Do Prado es el único que estuvo presente en todas las formaciones del grupo y fue su principal intérprete y compositor. El conjunto se disolvió al radicarse este último en Australia donde continuó su carrera musical.

## Discografía
- Intimando (Orfeo SULP 90642. 1981)
- Pareceres (Orfeo SULP 90665. 1981)
- Interpretaciones (Orfeo SULP 90685. 1982)
- Yo sé un camino hacia el sol (EMI 16547. 1983)
- Sin un vintén (Orfeo SULP 90724. 1984)
- De todas formas (Orfeo SULP 90809. 1986)
- Antología (Bizarro Records 3854-2. disco recopilatorio con canciones de Pareceres y de Jorge Do Prado. 2009)